# Ólafsvík
Ólafsvík is een vissersstadje in de gemeente Snæfellsbær in het westen van IJsland. Het ligt ingeklemd tussen de prominente berg Enni (410 meter) en de kust aan de noordzijde van Snæfellsnes (het grootste schiereiland van IJsland), niet ver van de gletsjer Snæfellsjökull en de gelijknamige vulkaan. Het stadje kijkt uit over de fjord Breiðafjörður. Het heeft iets minder dan 1000 inwoners. Omdat de fjord vanuit Ólafsvík goed te controleren was, kreeg Ólafsvík in 1687 als eerste plaats van IJsland een handelslicentie van de Deense koning. Behalve een kerk met een bijzondere architectuur, het oudste gebouw Gamla Pakkhúsið ("Het oude pakhuis"), een solide houten gebouw uit 1841 dat nu als VVV-kantoor fungeert, een fraai watervalletje en een jeeptrack naar de vulkaangletsjer heeft Ólafsvík niet zoveel te bieden.
De voetbalclub Víkingur Ólafsvík speelt zijn wedstrijden in Ólafsvík.

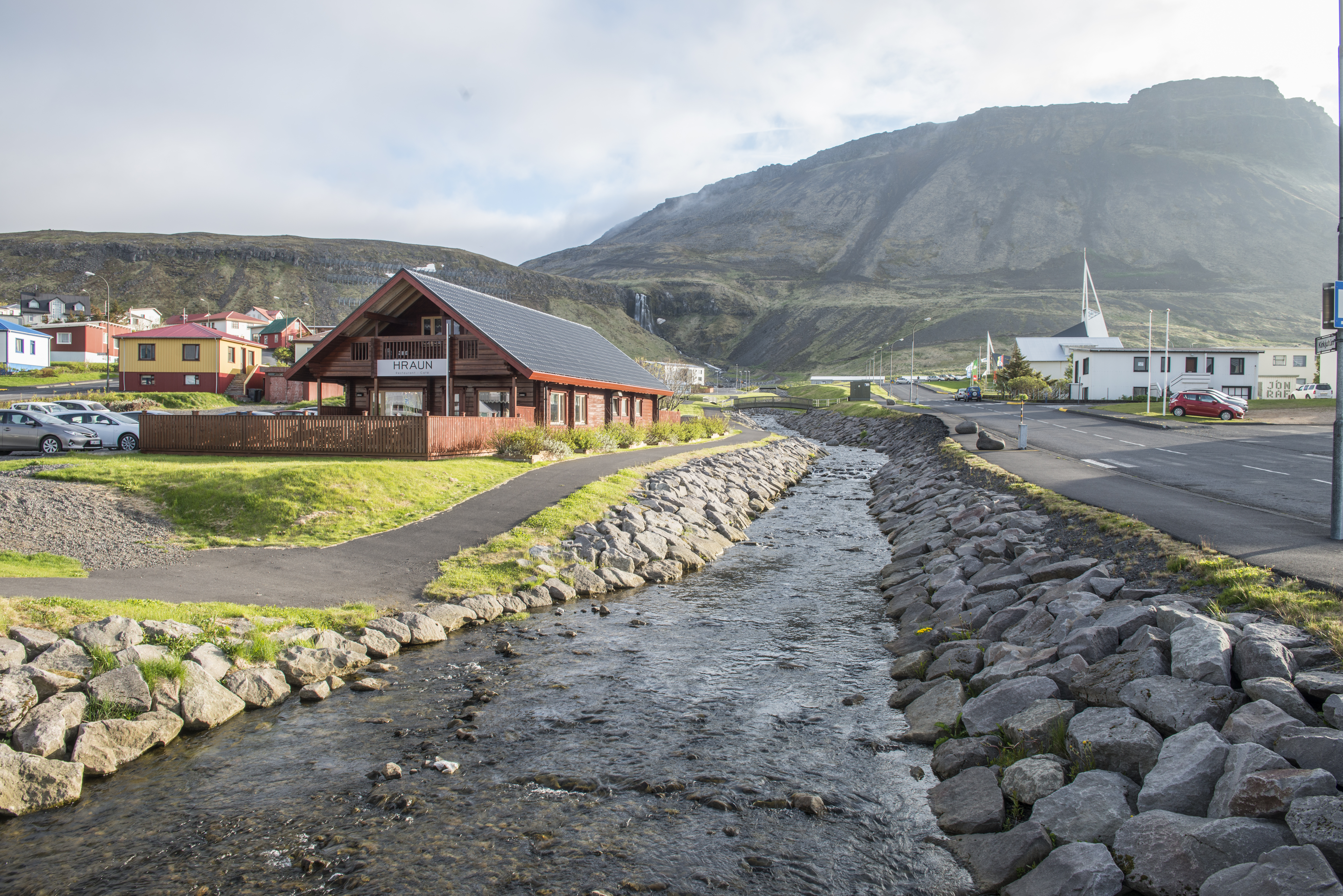
Ólafsvík, een gemeente in Snæfellsnes, IJsland.
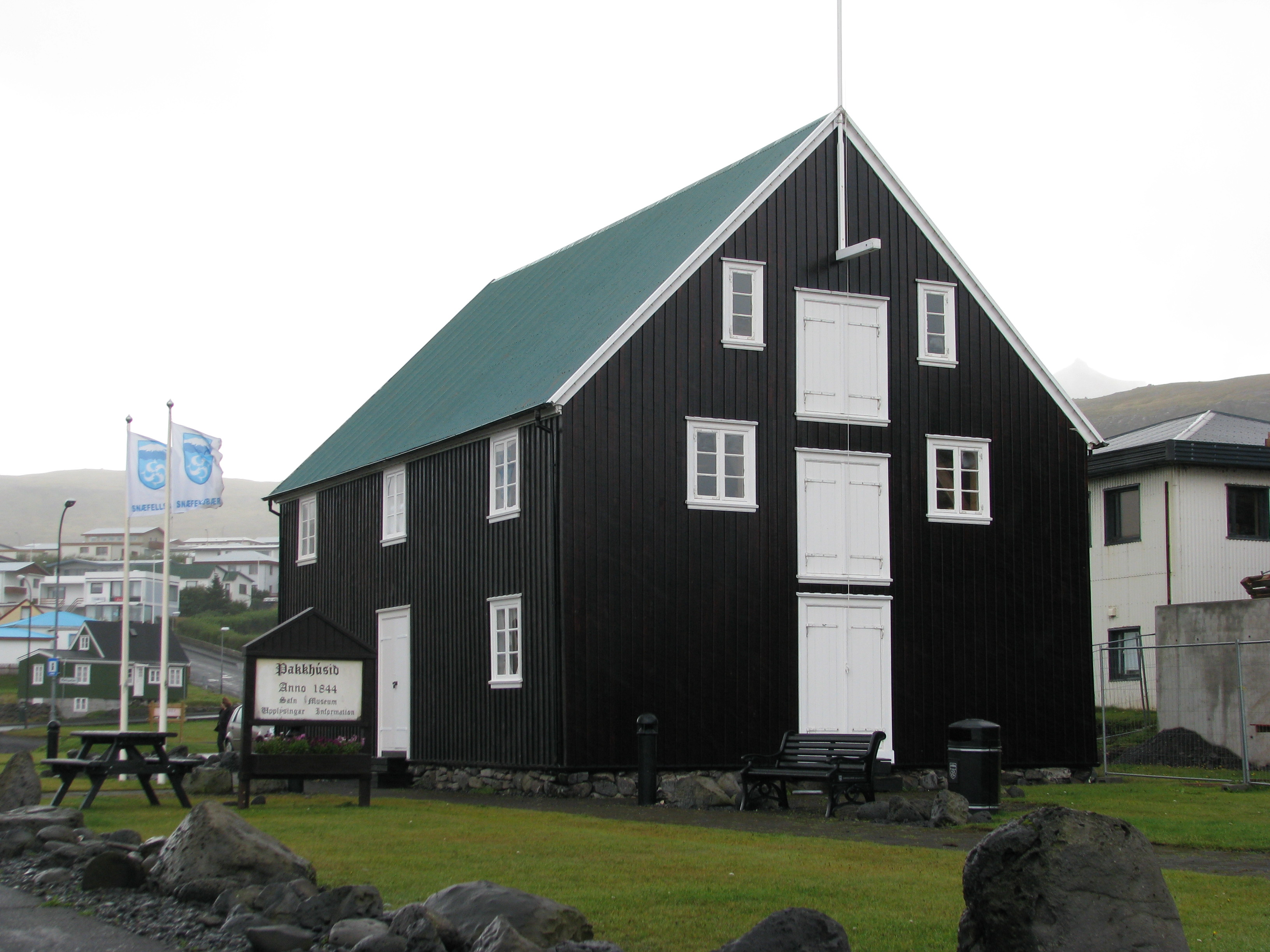
Het Gamla Pakkhúsið.
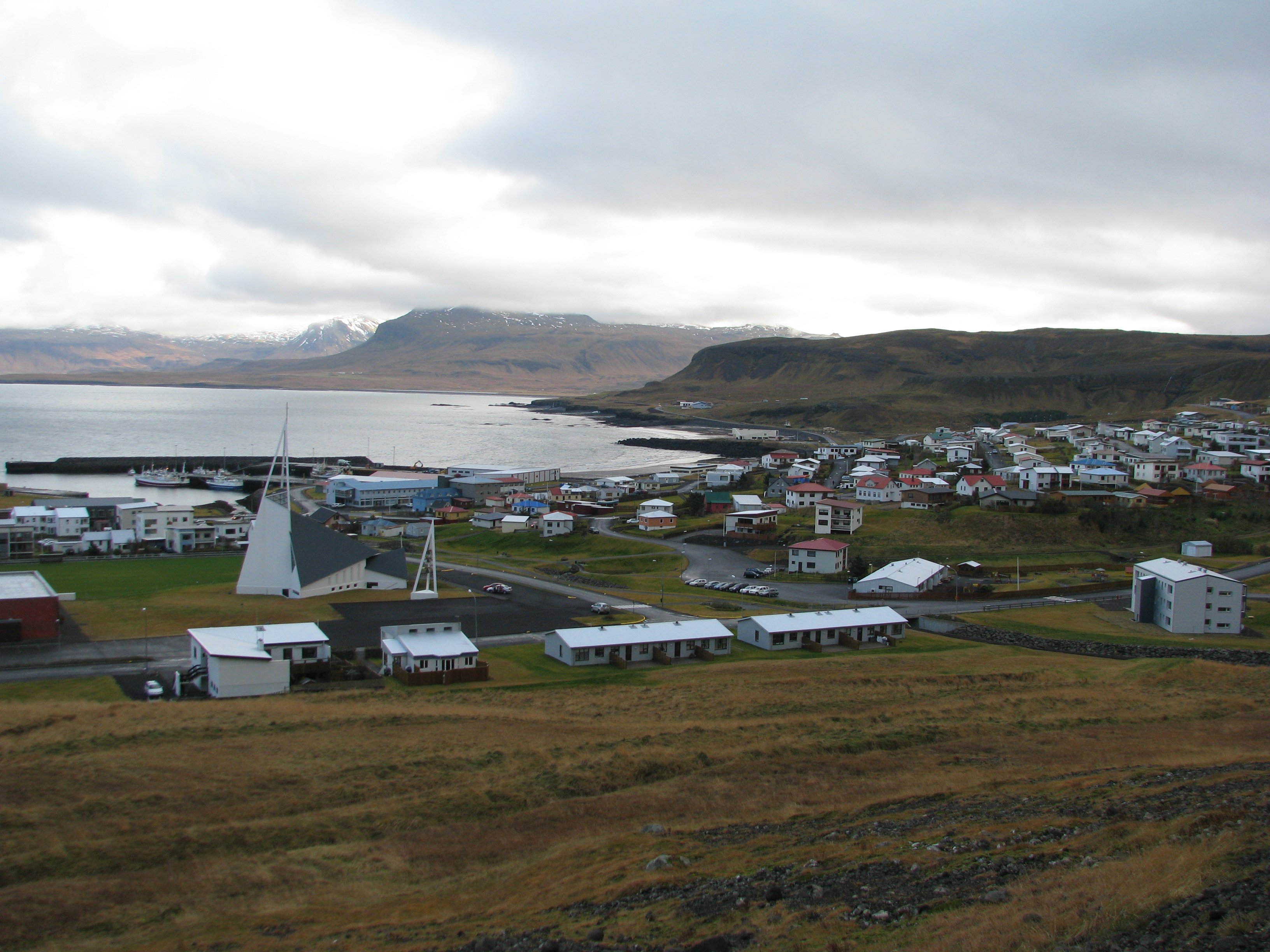
Blik op Ólafsvík.
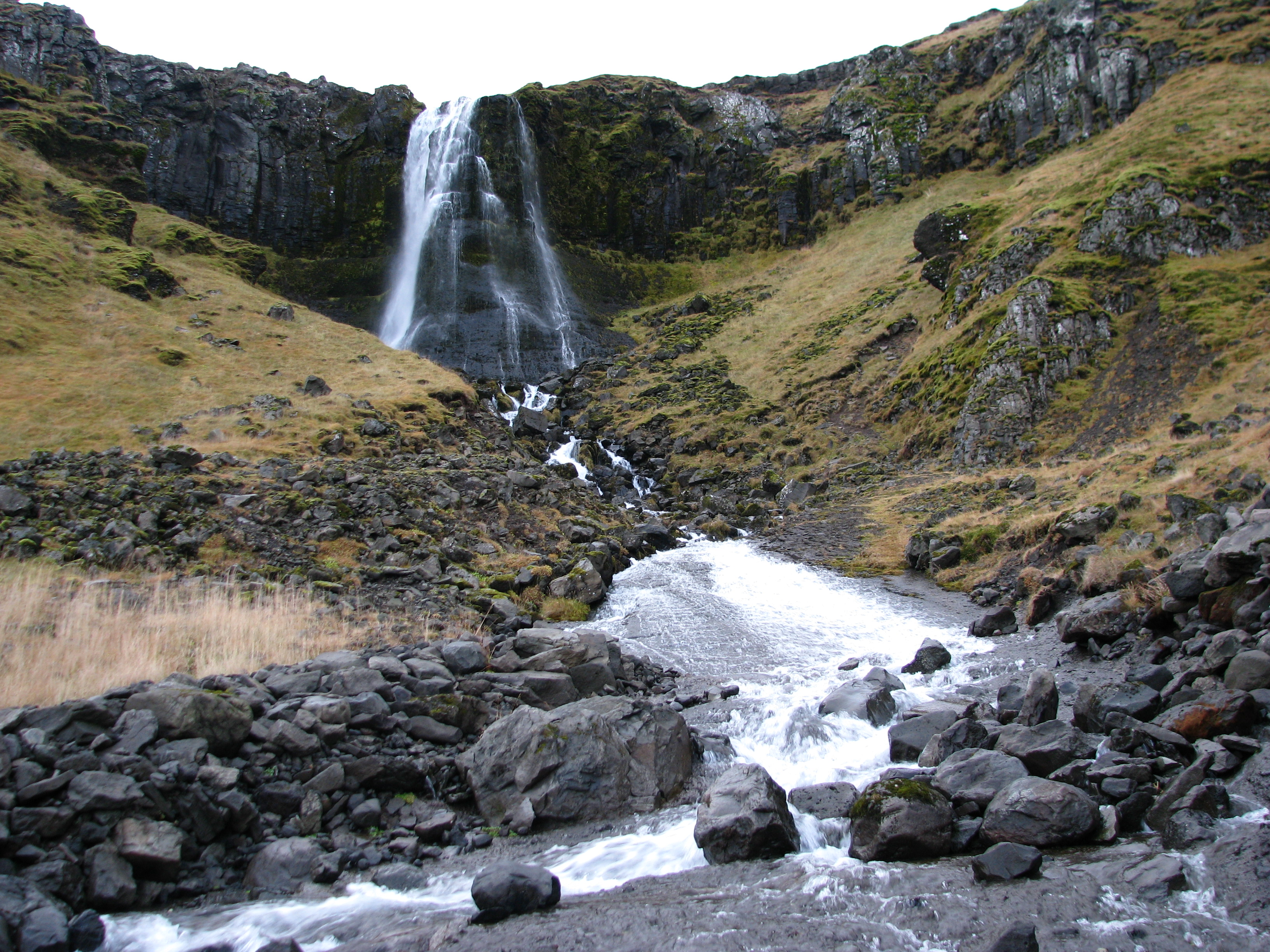
Watervalletje van Ólafsvík.
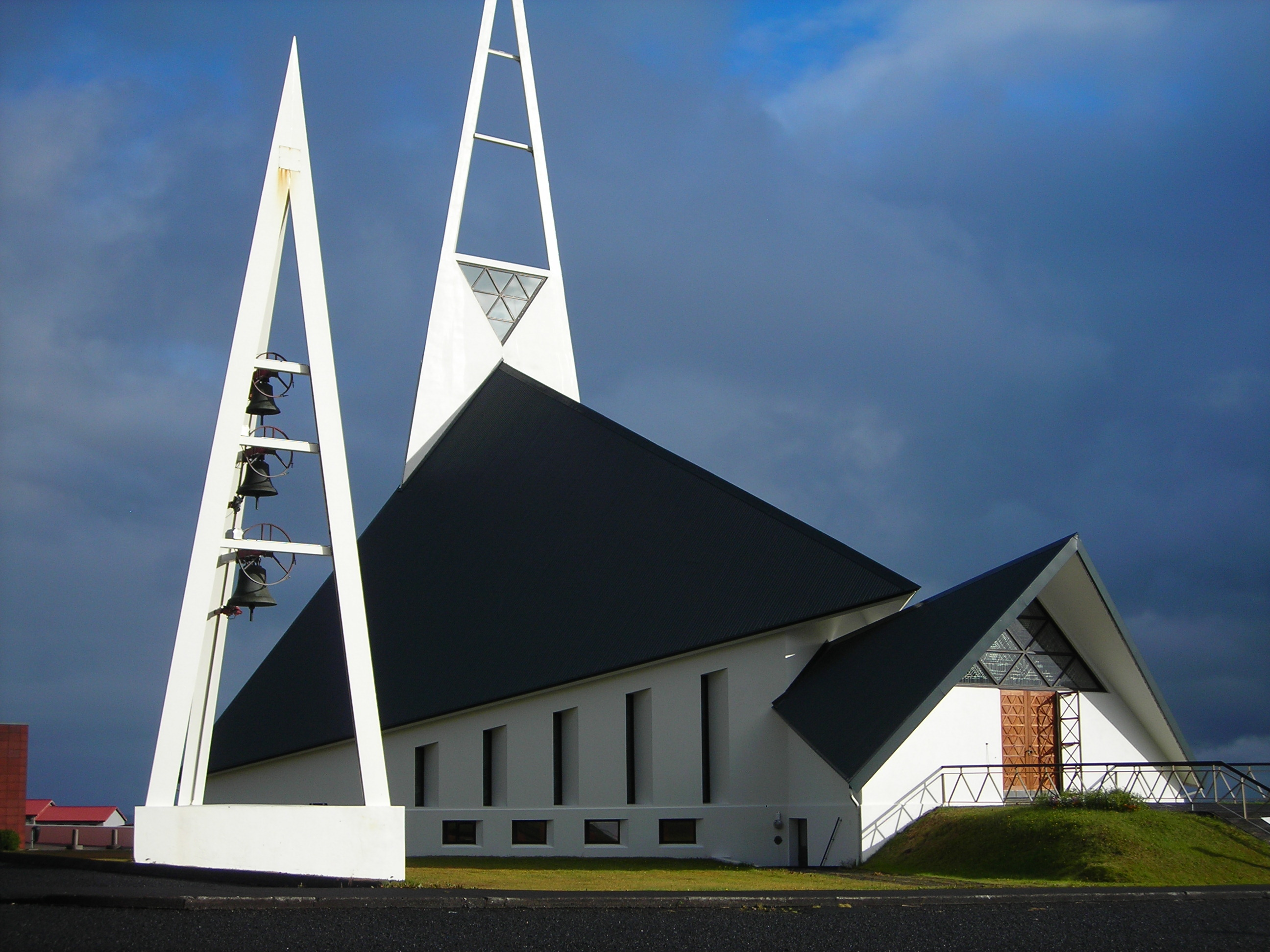
Ólafsvíkurkirkja in Ólafsvík, IJsland